# 加藤啓子 (囲碁棋士)
加藤 啓子（かとう けいこ、本名：溝上 啓子、1978年6月12日 - ）は、日本棋院所属の囲碁の女流棋士。

## 略歴
茨城県取手市出身。囲碁愛好家の父に教えられ、5歳から囲碁をはじめる。三姉妹のうち唯一囲碁に興味を持ち、小学校4年生でアマ四段の実力になる。小学校5年生から日本棋院の幕張寮に入る。同室者に矢代久美子。16歳から19歳までの3年間緑星囲碁学園で実力をつける。
1999年入段。本選リーグの結果によるプロ入りであり、女流棋士で本選リーグより入段したのは、祷陽子以来3年ぶり3人目であった。
2006年11月22日に溝上知親八段と結婚。いい夫婦の日であることから、この日を選択したという。
2007年2月21日に女流名人戦優勝。入段から注目を集め、挑戦者に数度なるもタイトルに手が届かずの状態が続いたが、初めてのタイトル獲得に成功。
2008年4月1日に六段へ昇段(賞金ランキング)、8月25日に女流最強戦優勝、11月20日に第35期天元戦本戦入り。
2010年に出産。このため休場をした。11月11日に女流本因坊戦予選に復帰。
2012年、第25期女流名人戦リーグ入り(3期ぶり)。
2013年、第26期女流名人戦リーグ入り（前期陥落も即復帰、通算4期）。
2014年、第26期女流名人戦挑戦者。

## 昇段・良績
- 1999年 入段、同年に二段
- 2001年 三段、女流棋聖戦挑戦者
- 2003年 四段、女流棋聖戦挑戦者
- 2006年 五段
- 2007年 女流名人位、ネット囲碁レディース準優勝
- 2008年 六段(賞金ランキング)、女流最強位、天元戦本戦入り
- 2009年 女流棋聖戦挑戦者
- 2014年 女流名人戦挑戦者

### タイトル
- 女流名人戦 1期（2007年第19期）
- 女流最強戦 1期（2008年第10期）

登場回数 ７回　獲得合計 ２期